# Operación Konrad
La Operación Konrad fue el nombre en clave dado por el Estado Mayor alemán a la planeada contraofensiva que se lanzó a partir del 1 de enero de 1945, con el objetivo de intentar liberar a las tropas germano-húngaras cercadas en Budapest por el Ejército Rojo. A pesar de los esfuerzos alemanes, Budapest cayó en manos soviéticas el 13 de febrero de 1945, lo que supondría el fracaso de la operación.

## Desarrollo
Desde el 27 de diciembre de 1944 la guarnición germano-húngara en Budapest estaba sometida a un cerco completo, con el peligro que suponía que estas fuerzas fueran destruidas o hechas prisioneras. Hitler, desesperado ante los acontecimientos que están teniendo lugar en la capital húngara, ordena que se inicie una operación de rescate. Su objetivo es hacer contacto y liberar Budapest, para lo cual se sacan recursos del frente de Varsovia, sin siquiera consultar al comandante de este sector.
- La Operación Konrad I: Estaría protagonizada por el IV Cuerpo Panzer SS al mando de Herbert Otto Gille, partiendo desde Tata (Hungría). En la noche de Año Nuevo, las tropas alemanas lanzan ataques desorganizados contra el cerco soviético con vistas a encontrar puntos débiles. Al mismo tiempo, tropas de las Waffen-SS irrumpen dentro de la ciudad contra el oeste, con la intención de contactar con las tropas exteriores de Budapest. Sin embargo, el 3 de enero cuatro divisiones soviéticas repelen a los atacantes alemanes junto Bicske, cuando estos estaban a 25 km del centro de la ciudad.[1]

- La Operación Konrad II: En esta nueva ofensiva participarían el IV Cuerpo Panzer SS y el III Cuerpo Panzer de Hermann Balck, y ambos grupos deberían partir el 7 de enero desde Esztergom. El día 11 los alemanes se aproximan al Aeropuerto de Ferihegy, pero la resistencia soviética y la dificultad del terreno echará por tierra esta tentativa.[2] Al día siguiente Hitler cancela los planes y los alemanes se retiran.

- La Operación Konrad III: Esta última tentativa debía comenzar el 17 de enero, con la nueva participación del IV Cuerpo Panzer SS y el III Cuerpo Panzer en un movimiento convergente sobre Budapest, desde Székesfehérvár. El día 20 la ofensiva de las tropas SS al sur de la ciudad logra llegar cerca del Danubio, alterando el tráfico soviético.[3] Stalin ordena a sus hombres resistir y no ceder ningún metro del terreno.[4] Los panzer alemanes llegan al lugar de la zona de batalla e intentan avanzar hacia Budapest, que está apenas a 20 km, pero sin reservas ni recursos suficientes la ofensiva alemana fracasa de nuevo. Los defensores de Budapest piden permiso para hacer contacto con sus rescatadores y poder retirarse, pero Hitler se lo niega.[5] El 28 de enero, finalmente, las tropas alemanas de socorro son obligadas a retirarse.

## Consecuencias
El fracaso de los intentos alemanes por forzar la liberación de los sitiados en Budapest significó que estos quedaran condenados a su suerte, a sabiendas de que la guarnición cercada no tenía ninguna posibilidad. La lucha todavía continuó encarnizadamente durante algún tiempo, pero el 13 de febrero las tropas del Ejército Rojo controlaban completamente la capital húngara.